# Handball-Gauliga Nordmark
Die Handball-Gauliga Nordmark (ab 1939: Handball-Bereichsklasse Nordmark) war eine der obersten deutschen Feldhandball-Ligen in der Zeit des Nationalsozialismus. Sie bestand von 1933 bis 1942.

## Geschichte
Vorgänger der Handball-Gauliga Nordmark war die Norddeutsche Feldhandball-Meisterschaft, welche vom Norddeutschen Sportverband (NSV) ausgetragen wurde und dessen Sieger sich für die von der Deutsche Sportbehörde für Leichtathletik organisierte Deutsche Feldhandballmeisterschaft qualifizierte. Im Zuge der Gleichschaltung wurde der NSV und die anderen regionalen Feldhandball-Verbände in Deutschland wenige Monate nach der Machtübernahme der Nationalsozialisten im Jahre 1933 aufgelöst. An deren Stelle traten anfangs 16 Handball-Gauligen, deren Sieger sich für die nun vom Nationalsozialistischen Reichsbund für Leibesübungen organisierte Deutsche Feldhandballmeisterschaft qualifizierten. Das Verbandsgebiet des NSV wurde dabei aufgeteilt, Vereine aus der Provinz Schleswig-Holstein, Groß-Hamburg und Mecklenburg spielten fortan in der Gauliga Nordmark.
Die Feldhandball-Gauliga Nordmark startete mit zehn teilnehmenden Vereinen. Zur Spielzeit 1939/40 wurde der Spielbetrieb kriegsbedingt auf zwei Staffeln aufgeteilt. Nur der SV Polizei Hamburg und der Mitte der 1930er-Jahre erstarkte Oberalster VfW konnten sich die ausgespielten Gaumeistertitel sichern. Bei den Deutschen Feldhandballmeisterschaften erreichten die Vertreter aus der Nordmark dreimal das Halbfinale, 1941 konnte der SV Polizei Hamburg gar die gesamtdeutsche Meisterschaft gewinnen.
1942 wurde der Sportbereich Nordmark kriegsbedingt aufgelöst und die Vereine den neuen, kleineren Gauligen Handball-Gauliga Hamburg, Handball-Gauliga Mecklenburg und Handball-Gauliga Schleswig-Holstein zugeteilt.

## Meister der Handball-Gauliga Nordmark 1934–1942
| Saison  | Meister Gauliga Nordmark | Abschneiden deutsche Meisterschaft | Deutscher Meister     |
| ------- | ------------------------ | ---------------------------------- | --------------------- |
| 1933/34 | SV Polizei Hamburg       | Zwischenrunde                      | Polizei SV Darmstadt  |
| 1934/35 | SV Polizei Hamburg       | Gruppenvierter Gruppe 4            | Polizei SV Magdeburg  |
| 1935/36 | Oberalster VfW           | Halbfinale                         | MSV Hindenburg Minden |
| 1936/37 | Oberalster VfW           | Halbfinale                         | MTSA Leipzig          |
| 1937/38 | Oberalster VfW           | Gruppenzweiter Gruppe 1            | MTSA Leipzig          |
| 1938/39 | Oberalster VfW           | Gruppendritter Gruppe 2            | MTSA Leipzig          |
| 1939/40 | SV Polizei Hamburg       | Vorrunde                           | Lintforter SpV        |
| 1940/41 | SV Polizei Hamburg       | Sieger                             | SV Polizei Hamburg    |
| 1941/42 | SG OrPo Hamburg          | Zwischenrunde                      | SG OrPo Magdeburg     |

## Rekordmeister
Rekordmeister der Gauliga Nordmark ist der SV Polizei Hamburg, der die Meisterschaft unter verschiedenen Namen insgesamt fünf Mal gewinnen konnte.
|  | Verein                               | Titel | Jahr                         |
|  | ------------------------------------ | ----- | ---------------------------- |
|  | SV Polizei Hamburg / SG OrPo Hamburg | 5     | 1934, 1935, 1940, 1941, 1942 |
|  | Oberalster VfW                       | 4     | 1936, 1937, 1938, 1939       |

## Tabellen

### 1933/34
| Pl. | Verein                 | Sp. | Tore    | Punkte |
| --- | ---------------------- | --- | ------- | ------ |
| 1.  | SV Polizei Hamburg     | 18  | 255:790 | 36–00  |
| 2.  | SV St. Georg von 1895  | 17  | 118:870 | 27–70  |
| 3.  | VfL Nordmark Flensburg | 18  | 130:109 | 23–13  |
| 4.  | Polizei SV Kiel        | 18  | 121:105 | 23–13  |
| 5.  | Polizei SV Schwerin a  | 17  | 098:107 | 19–15  |
| 6.  | TS Barmbek-Uhlenhorst  | 18  | 106:119 | 17–19  |
| 7.  | Kieler MTV             | 18  | 101:116 | 12–24  |
| 8.  | Oberalster VfW         | 18  | 074:128 | 09–27  |
| 9.  | Hamburger TB 1862      | 18  | 102:143 | 08–28  |
| 10. | ATV Harburg            | 18  | 054:166 | 04–32  |

| Legende |                                                           |
|         | Qualifikation Deutsche Feldhandball-Meisterschaft 1933/34 |
|         | Absteiger                                                 |

### 1934/35
| Pl. | Verein                       | Sp. | Punkte |
| --- | ---------------------------- | --- | ------ |
| 1.  | SV Polizei Hamburg (M)       | 14  | 23–50  |
| 2.  | Polizei SV Kiel b            | 14  | 23–50  |
| 3.  | SV St. Georg von 1895        | 14  | 15–13  |
| 4.  | Oberalster VfW               | 13  | 14–12  |
| 5.  | Kieler MTV                   | 12  | 11–13  |
| 6.  | TS Barmbek-Uhlenhorst        | 14  | 10–18  |
| 7.  | TV Hassee-Winterbek Kiel (N) | 13  | 08–18  |
| 8.  | VfL Nordmark Flensburg       | 12  | 02–22  |

| Legende |                                                           |
|         | Qualifikation Deutsche Feldhandball-Meisterschaft 1934/35 |
|         | Absteiger                                                 |
| (M)     | Titelverteidiger                                          |
| (N)     | Aufsteiger                                                |

Entscheidungsspiel Platz 1
| Datum         |                    | Ergebnis | !Ort                           |
| ------------- | ------------------ | -------- | ------------------------------ |
| 31. März 1935 | SV Polizei Hamburg | 11:2     | Polizei SV Kiel \|\|Neumünster |

### 1935/36
| Pl. | Verein                   | Sp. | Punkte |
| --- | ------------------------ | --- | ------ |
| 1.  | Oberalster VfW           | 18  | 33–30  |
| 2.  | MSV Hansa Hamburg c (M)  | 18  | 25–11  |
| 3.  | SV St. Georg von 1895    | 18  | 23–13  |
| 4.  | FSV Borussia Gaarden (N) | 18  | 19–17  |
| 5.  | MSV Rostock (N)          | 18  | 19–17  |
| 6.  | Kieler MTV               | 18  | 15–21  |
| 7.  | SV Flensburg 08 (N)      | 18  | 12–24  |
| 8.  | TS Barmbek-Uhlenhorst    | 18  | 12–24  |
| 9.  | TV Hassee-Winterbek Kiel | 18  | 11–25  |
| 10. | SK Komet 08 Hamburg (N)  | 18  | 11–25  |

| Legende |                                                           |
|         | Qualifikation Deutsche Feldhandball-Meisterschaft 1935/36 |
|         | Absteiger                                                 |
| (M)     | Titelverteidiger                                          |
| (N)     | Aufsteiger                                                |

### 1936/37
| Pl. | Verein                       | Sp.           | Tore          | Punkte        |
| --- | ---------------------------- | ------------- | ------------- | ------------- |
| 1.  | Oberalster VfW (M)           | 14            | 164:730       | 26–20         |
| 2.  | TV Hassee-Winterbek Kiel     | 15            | 114:690       | 22–80         |
| 3.  | SV St. Georg von 1895        | 15            | 125:840       | 22–80         |
| 4.  | MSV Rostock                  | 16            | 101:990       | 17–15         |
| 5.  | Eimsbütteler TV (N)          | 16            | 102:121       | 13–19         |
| 6.  | FSV Borussia Gaarden         | 16            | 100:138       | 13–19         |
| 7.  | Kieler Turnerschaft 1883 (N) | 16            | 089:107       | 11–21         |
| 8.  | SV Flensburg 08              | 16            | 091:128       | 10–22         |
| 9.  | Kieler MTV                   | 16            | 080:147       | 06–26         |
| 10. | TS Barmbek-Uhlenhorst        | zurückgezogen | zurückgezogen | zurückgezogen |

| Legende |                                                           |
|         | Qualifikation Deutsche Feldhandball-Meisterschaft 1936/37 |
|         | Absteiger                                                 |
| (M)     | Titelverteidiger                                          |
| (N)     | Aufsteiger                                                |

### 1937/38
| Pl. | Verein                      | Sp. | Punkte |
| --- | --------------------------- | --- | ------ |
| 1.  | Oberalster VfW (M)          | 18  | 35–10  |
| 2.  | TV Hassee-Winterbek Kiel    | 18  | 30–60  |
| 3.  | MTSV Olympia Neumünster (N) | 17  | 20–14  |
| 4.  | SV Flensburg 08             | 18  | 17–19  |
| 5.  | SV St. Georg von 1895       | 18  | 17–19  |
| 6.  | Lübecker TS (N)             | 18  | 15–21  |
| 7.  | Kieler Turnerschaft 1883    | 18  | 14–22  |
| 8.  | MSV Rostock                 | 17  | 16–18  |
| 9.  | Eimsbütteler TV             | 18  | 10–26  |
| 10. | FSV Borussia Gaarden        | 18  | 04–32  |

| Legende |                                                           |
|         | Qualifikation Deutsche Feldhandball-Meisterschaft 1937/38 |
|         | Absteiger                                                 |
| (M)     | Titelverteidiger                                          |
| (N)     | Aufsteiger                                                |

### 1938/39
| Pl. | Verein                   | Sp.           | Tore          | Punkte        |
| --- | ------------------------ | ------------- | ------------- | ------------- |
| 1.  | Oberalster VfW (M)       | 16            | 155:750       | 31–10         |
| 2.  | TV Hassee-Winterbek Kiel | 16            | 166:900       | 27–50         |
| 3.  | SV St. Georg von 1895    | 16            | 119:100       | 18–14         |
| 4.  | SV Polizei Hamburg (N)   | 16            | 137:120       | 17–15         |
| 5.  | MTSV Olympia Neumünster  | 16            | 115:134       | 15–17         |
| 6.  | Lübecker TS              | 16            | 078:106       | 13–19         |
| 7.  | SV Flensburg 08          | 16            | 081:121       | 09–23         |
| 8.  | Kieler Turnerschaft 1883 | 16            | 090:149       | 08–24         |
| 9.  | Flensburger TB (N)       | 16            | 088:134       | 06–26         |
| 10. | MSV Rostock              | zurückgezogen | zurückgezogen | zurückgezogen |

| Legende |                                                           |
|         | Qualifikation Deutsche Feldhandball-Meisterschaft 1938/39 |
|         | Absteiger                                                 |
| (M)     | Titelverteidiger                                          |
| (N)     | Aufsteiger                                                |

### 1939/40

#### Staffel Hamburg
| Pl. | Verein                          | Sp. | Tore    | Punkte |
| --- | ------------------------------- | --- | ------- | ------ |
| 1.  | SV Polizei Hamburg              | 8   | 095:36  | 16–00  |
| 2.  | Eimsbütteler TV (N)             | 9   | 100:520 | 16–20  |
| 3.  | Hammer TV 1874 (N)              | 8   | 051:44  | 10–60  |
| 4.  | SK Komet 08 Hamburg (N)         | 9   | 088:55  | 12–60  |
| 5.  | Oberalster VfW (M)              | 7   | 055:46  | 06–80  |
| 6.  | SV St. Georg von 1895           | 9   | 051:65  | 06–12  |
| 7.  | SC Alemannia-Stern Dulsberg (N) | 5   | 025:62  | 02–80  |
| 8.  | Hamburger TB 1862 (N)           | 7   | 042:63  | 02–12  |
| 9.  | SV Blankenese 03 (N)            | 4   | 07:39   | 02–60  |
| 10. | TS Harburg 1865 (N)             | 8   | 026:78  | 02–14  |

| Legende |                          |
|         | Qualifikation Finalrunde |
|         | Absteiger                |
| (N)     | Aufsteiger               |

#### Staffel Schleswig-Holstein
Aus der Staffel Schleswig-Holstein ist nur eine Ausscheidungsrunde überliefert.
Halbfinale
|             | Ergebnis |                |
| ----------- | -------- | -------------- |
| THW Kiel    | w/o      | Flensburger TB |
| Lübeck 1876 | 18:0     | TGS Tungendorf |

Finale
|          | Ergebnis |             |
| -------- | -------- | ----------- |
| THW Kiel | 15:4     | Lübeck 1876 |

#### Staffel Mecklenburg
Aus der Staffel Mecklenburg ist nur der Sieger LSV Warnemünde überliefert.

#### Gaufinale
|                    | Ergebnis |                    |
| ------------------ | -------- | ------------------ |
| THW Kiel           | 16:10    | LSV Warnemünde     |
| LSV Warnemünde     | 03:12    | SV Polizei Hamburg |
| SV Polizei Hamburg | 09:90    | THW Kiel           |
| SV Polizei Hamburg | 11:90    | THW Kiel           |

### 1940/41–1941/42
Abschlusstabellen der einzelnen Gauligaspielzeiten sind derzeit nicht überliefert.